# Berzy-le-Sec
Berzy-le-Sec là một xã ở tỉnh Aisne, vùng Hauts-de-France thuộc miền bắc nước Pháp.